# Kisecset
Kisecset község Nógrád vármegyében, a Rétsági járásban.

## Fekvése
Rétságtól keletre, a Cserhátban fekszik. Zsáktelepülésnek tekinthető, mert közúton csak a 2118-as útból Kétbodonyban kiágazó 21 154-es számú mellékúton érhető el. Vasútvonal nem érinti.

## Története
Kisecset nevét 1493-ban említette először oklevél Echet néven. 1493-ban Báthori István országbíró a váci káptalannak írt parancsában Legendi Bertalant iktattatta be az itteni Echet nevű birtokba, mely előtte néhai Romhányi György fiainak, Pálnak és Györgynek birtoka volt. 1559-ben, a török időkben végzett összeíráskor Ecsed néven írták, ekkor már viszonylag népes település, melynek éves jövedelme 1823 akcse, birtokosa pedig Gazenfer nevű tímár volt. 
1598-ban Bornemisza György birtokának írták.
1715-ben, a törökök kiűzése után mint néptelen települést jegyezték fel. 1755-ben Kisecset néven írták, ekkor Telek Tamás birtoka volt. 1770-ben a Prónayak valamint a Kórody és Telek családok voltak a település birtokosai. A 19. században a gróf Buttler család is birtokos volt Kisecseten. A 20. század elején Kisecset Nógrád vármegye Nógrádi járásához tartozott.
1910-ben 259 magyar lakosa volt, melyből 241 római katolikus, 11 evangélikus, 7 izraelita.

## Közélete

### Polgármesterei
- 1990–1994: Füri János (független)[3]
- 1994–1998: Füri János (független)[4]
- 1998–2002: Fűri János (független)[5]
- 2002–2006: Fűri János (független)[6]
- 2006–2010: Miklián Mária Magdolna (független)[7]
- 2010–2014: Fodor Csilla (Fidesz–KDNP)[8]
- 2014–2019: Pribelszki Tamás (független)[9]
- 2019–2024: Pribelszki Tamás (független)[10]
- 2024– : Pribelszki Tamás (független)[1]

## Népesség
A település népességének változása:
| Lakosok száma | 160  | 149  | 150  | 203  | 179  | 218  | 207  |
|               | 2013 | 2014 | 2015 | 2021 | 2022 | 2023 | 2024 |

2001-ben a település lakosságának 95%-a magyar, 5%-a cigány nemzetiségűnek vallotta magát.
A 2011-es népszámlálás során a lakosok 95,5%-a magyarnak, 4,5% cigánynak, 0,6% németnek, 0,6% örménynek mondta magát (4,5% nem nyilatkozott; a kettős identitások miatt a végösszeg nagyobb lehet 100%-nál). A vallási megoszlás a következő volt: római katolikus 72,3%, református 1,9%, evangélikus 3,2%, izraelita 0,6%, felekezeten kívüli 7,1% (14,8% nem nyilatkozott).
2022-ben a lakosság 86%-a vallotta magát magyarnak, 2,2% ukránnak, 1,1% németnek, 0,6% örménynek, 5,6% egyéb, nem hazai nemzetiségűnek (13,4% nem nyilatkozott; a kettős identitások miatt a végösszeg nagyobb lehet 100%-nál). Vallásuk szerint 41,9% volt római katolikus, 3,9% református, 2,8% evangélikus, 2,8% görög katolikus, 12,3% felekezeten kívüli (36,3% nem válaszolt).

## Nevezetességei

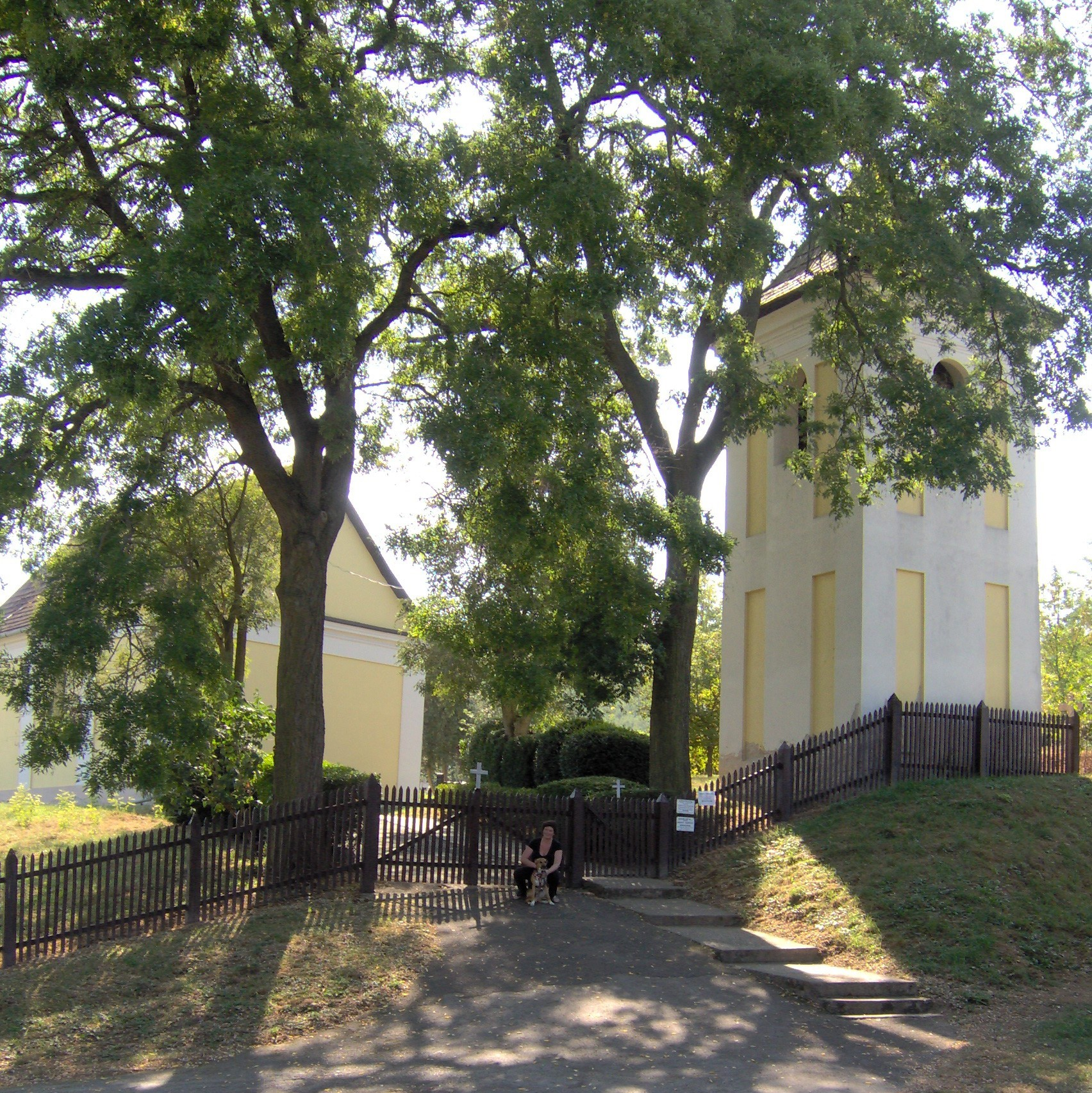
A római katolikus templom és a harangláb

- Római katolikus templom
- Harangláb
- Népi lakóház